# Temple de Pu Tuo Si
Le Temple de Pu Tuo Si est un temple bouddhiste situé sur la Tuaran Road à Kota Kinabalu, dans l'État de Sabah, en Malaisie. L'édifice est achevé en 1980 avec une statue de Guanyin à son entrée. Il s'agit du principal temple chinois de la ville. En 2013, le temple reçoit un total de 115 000 ringgit de la part du gouvernement fédéral pour  financer sa future rénovation.